# 愛沙尼亞流亡政府
愛沙尼亞流亡政府是愛沙尼亞共和國的流亡政府，於1944年成立，直至1992年流亡政府恢復對其领土行使主權為止。流亡政府的合法性源於它在宪法上繼承了1940年苏联入侵前的愛沙尼亞政府。

## 時序

### 蘇聯佔據愛沙尼亞
苏联於1940年6月併吞愛沙尼亞。總統康斯坦丁·佩茨遭蘇聯當局逮捕並囚禁在蘇聯，後來於1956年死於獄中。很多現屆和前屆政府成員，包括8位國家元首和38位官員，都被蘇聯驅逐或殺害。倖存者遂隱藏起來。
尤里·烏洛茨是蘇聯佔領時最後一位符合憲法的總理。《愛沙尼亞憲法》規定，當總統一職懸空或總統未能履行職務時，總理須代行其職，而副總理則代行總理職。因此，當帕斯被拘禁後，烏洛茨按照憲法成為代理國家元首。
1941年7月，即納粹德國佔領愛沙尼亞之初，烏洛茨嘗試委任一屆政府，但德軍拒絕承認愛沙尼亞為獨立國家。

### 德佔時的國務委員會
苏联吞併前擔任政府官員的愛沙尼亞人組成愛沙尼亞共和國國務委員會。委員會由1944年3月23日起由卡雷爾·里達克領導，後來由8月15日或16日起由奧托·鐵夫領導。1944年8月1日，委員會宣告擁有愛沙尼亞共和國的最高權力。

### 恢復獨立失敗

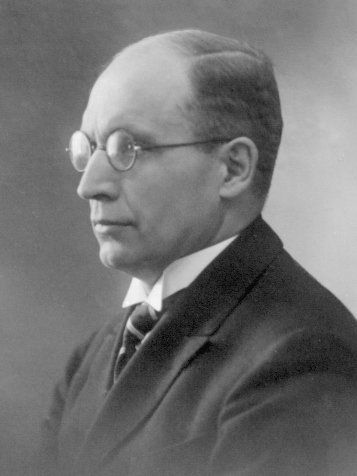
尤里·烏洛茨

1942年6月，在苏联迫害中倖存的愛沙尼亞政治領袖舉行秘密會議，討論成立地下政府和延續共和國的選擇。1943年1月6日，他們在愛沙尼亞駐斯德哥尔摩代表處舉行會議，決定為了保留愛沙尼亞共和國的法理延續，尤里·烏洛茨須繼續履行總理職務。1944年4月20日，憲法規定選出共和國代理總統的愛沙尼亞選舉委員會在塔林舉行秘密會議。委員包括：
- 尤里·烏洛茨（英语：Jüri Uluots）──蘇聯佔領前最後一位總理
- 約翰·荷爾貝格（英语：Johan Holberg）──代任軍隊總司令
- 奧托·普克（英语：Otto Pukk）──代議院主席
- 阿爾福雷德·毛雷（英语：Alfred Maurer）──國務委員會第二副主席
- 米基爾·卡拉臣（英语：Mihkel Klaassen）──愛沙尼亞最高法院法官

委員會議決，康斯坦丁·佩茨在蘇聯佔領期間委任约翰内斯·瓦列斯為總理是不合法的，而烏洛茨自1940年6月21日起代行總統職務。1944年9月18日，癌症病情嚴重的烏洛茨委派奧托·鐵夫為代理總理，並任命一個由11人組成的政府。1944年9月20日，病情惡化的烏洛茨到達瑞典。鐵夫按照憲法繼任為總理，並藉德軍撤離之機宣告合法的愛沙尼亞政府恢復運作。英國皇家國際事務學院記載：9月21日，愛沙尼亞國民政府宣告成立，愛沙尼亞軍隊奪取座堂山的政府建築，並下令德軍離開。皮克·赫爾曼旗塔降下德國旗幟，升起愛沙尼亞三色旗。可是，因約翰·皮特卡率領的部隊受德軍和蘇軍夾擊，鐵夫政府未能取回控制。9月22日，蘇軍控制塔林，並扯下愛沙尼亞旗幟。政府大部份成員於9月21日離開塔林，而鐵夫則於9月22日離開。

### 逃亡
鐵夫政府逃離塔林，9月22日在普加利村舉行最後一次會議。可是，負責接載他們越過波罗的海的船隻因機件失靈而未能及時到達，使鐵夫和大部份政府成員和官員遭蘇軍擄獲、囚禁、驅逐或殺害。鐵夫在西伯利亚熬過十年，於1976年返回愛沙尼亞後逝世。只有建築部長卡雷爾·里達克於1945年1月16日在匿藏時逝世。

### 流亡政府成立
烏洛茨於1945年1月9日逝世後，政府中最資深成員奧古斯特·雷伊繼任為代理國家元首。雷伊在瑞典得到鐵夫政府的倖存成員支持。雷伊是蘇聯佔領前最後一位愛沙尼亞駐莫斯科公使，於1940年6月逃離莫斯科，經里加到達斯德哥尔摩。
1953年1月12日，雷伊在挪威奥斯陆正式宣告愛沙尼亞流亡政府成立；選擇奧斯陸而非斯德哥爾摩，是因為瑞典禁止這種政治活動，而挪威沒有禁止。然而，另一組愛沙尼亞政治人物認為總統應該由代表組織選出。他們包括1940年前國務委員會第二副主席阿爾福雷德·毛雷。1953年3月3日，毛雷在德國奧古斯多夫獲選為流亡代理共和國總統。雖然毛雷一派獲得流亡群體的較多支持，但他從未任命新政府──他宣稱鐵夫政府仍然在位，因此無須任命新政府。毛雷於1954年9月20日逝世後，他的派系隨之而絕跡。只有雷伊政府繼續延續法統。
雷伊於1963年逝世後，代理國家元首職位仍然傳繼。1953年至1992年間，共有五屆流亡政府組成。

## 法理連續
被蘇聯佔領的波羅的海三國當中，只有愛沙尼亞成立了正式的流亡政府。拉脫維亞和立陶宛的主權當局歸屬於其外交使館。即使是愛沙尼亞，使館仍然為外交和日常國務行政（如簽發護照）的主要機構。愛沙尼亞的主要使館是駐纽约的领事馆。
美国奉行史汀生主義和相關政策，從未承認蘇聯佔領波羅的海三國的合法性。由於外交權力主要是由愛沙尼亞駐紐約領事館執行，位於奧斯陸的愛沙尼亞流亡政府其實只具象徵意義。
然而，愛沙尼亞流亡政府事實上負起了延續愛沙尼亞甚至波羅的海三國国体的使命。最後一任代理總統，海因里希·馬克，於1992年10月8日將權力象徵交付剛就任的民選總統伦纳特·梅里。梅里發表聲明，感謝愛沙尼亞流亡政府維護了愛沙尼亞國體的法理連續。
一群由米基爾·馬提森等人組成的群體宣稱，任何愛沙尼亞政府均須從1938年憲法取得權力，因此拒絕承認流亡政府解散。他們在讷梅重組的流亡政府運作至今。

## 代理總理列表
- 奧托·鐵夫（英语：Otto Tief）（1944年9月18日－1953年1月12日，留在愛沙尼亞，1944年10月10日起遭蘇聯囚禁）
- 約翰尼斯·錫卡爾（英语：Johannes Sikkar）（1953年1月12日－1960年8月22日）
- 托尼斯·基特（英语：Tõnis Kint）（1960年8月22日－1962年1月1日）
- 亞歷山大·華馬（英语：Aleksander Warma）（1962年1月1日－1963年3月29日）
- 托尼斯·基特（英语：Tõnis Kint）（1963年4月2日－1970年12月23日）
- 海因里希·馬克（英语：Heinrich Mark）（1971年5月8日－1990年3月1日）
- 恩諾·品諾（英语：Enno Penno）（1990年3月1日－1992年9月15日）